# Mutakkil-Nusku
Mutakkil-Nusku (akad. Mutakkil-Nusku, tłum. „Bóg Nusku jest tym, który wspiera/dodaje odwagi”) – król Asyrii, syn Aszur-dana I i brat Ninurta-tukulti-Aszura; panował krócej niż rok (1133/1132 r. p.n.e.).
Zgodnie z informacjami w Asyryjskiej liście królów Mutakkil-Nusku, zaraz po przejęciu władzy przez swego brata, Ninurta-tukulti-Aszura, wypowiedział mu posłuszeństwo, by po krótkotrwałej wojnie domowej odnieść nad nim zwycięstwo i wygnać go do Babilonii. Dalej Asyryjska lista królów podaje, iż sam ogłosił się królem, panował krócej niż rok, a następnie zmarł, pozostawiając tron swemu synowi Aszur-resza-iszi I.